# Claudelle und ihre Liebhaber
Claudelle und ihre Liebhaber (Originaltitel: Claudelle Inglish) ist ein US-amerikanisches Filmdrama aus dem Jahr 1961. Das Drehbuch basiert auf dem gleichnamigen Roman von Erskine Caldwell.

## Handlung
Claudelle ist die Tochter des Farmers Clyde Inglish in Georgia. Die junge Frau ist in den Farmerjungen Linn Varner verliebt. Claudelles Mutter Jessie, die ihre eigene Vergangenheit in Armut vor Augen hat, will, dass ihre Tochter den wohlhabenden Farmer Crawford heiratet. Doch Claudelle weigert sich und bleibt Linn treu, auch als der zur Armee eingezogen wird.
Als Linn ihr schreibt, dass er eine andere Frau heiraten wolle, wird aus Claudelle ein Wildfang. Sie beginnt eine Affäre mit Dennis Peasley, der Sohn eines Kaufmanns. Dennis verliebt sich in Claudelle, doch die beginnt, sich von anderen Männern der Stadt für ihre Gunst beschenken zu lassen. Unter den Gönnern ist auch Dennis Vater. Als Claudelles Vater von dem Ruf seiner Tochter erfährt, macht er ihr Vorwürfe. Claudelle kontert mit der Nachricht, dass man ihre Mutter in flagranti mit Crawford in einem parkenden Auto gesehen habe.
Zwischen Dennis und dem Raubein Rip Guyler kommt es wegen Claudelle zu einem Faustkampf. Der Kampf endet mit dem Tod von Dennis, der von Rip mit dessen Auto überfahren wird. Am nächsten Morgen informiert eine traurige Claudelle ihren Vater, dass Jessie das Haus verlassen habe. Vater und Tochter sind ernüchtert und beschließen wegzuziehen und ein neues Leben zu beginnen. Harley Peasley, der den Tod seines Sohnes nicht verwinden kann, erreicht die Farm. Er gibt Claudelle die Schuld am Tod von Dennis und schießt sie nieder. Clyde kommt ins Haus zurückgeeilt und hält seine sterbende Tochter in den Armen.

## Kritik
Das Lexikon des internationalen Films beschreibt den Film als ein mit Mord und Totschlag endendes Rührstück.
Bosley Crowther von der New York Times schien es, als hätte Leonard Freeman nicht mehr als Claudelles Dilemma ausarbeiten können.

## Auszeichnungen
1962 wurde Howard Shoup in der Kategorie Bestes Kostümdesign (s/w) für den Oscar nominiert.

## Hintergrund
Die Premiere hatte der Film am 20. September 1961 in New York. In Deutschland erschien er erstmals am 13. April 1962 in den Kinos.